# Kári
Kári, nella mitologia norrena, è un gigante (Jǫtunn), descritto come la personificazione del Vento.
Assieme ai fratelli Ægir (il Mare) e Logi (il Fuoco), rappresenta una delle tre forze primigenie che plasmarono la Terra.
Suo padre è Fornjótr, mentre suo figlio è Frosti (detto anche Jǫkull), il Gelo.

## Fonti primarie

### Skáldskaparmál
Kári è citato da Snorri Sturluson nel Skáldskaparmál tra i nomi del vento ("veðra heiti"):
(Skáldskaparmál)

### Flateyjarbók
Nel Flateyjarbók vengono descritte le funzioni sue e dei suoi fratelli:
(Flateyjarbók)

### Supplementum Historiæ Norvegicæ
Kári e la sua famiglia appaiono anche nel Supplementum Historiæ Norvegicæ di Arngrímur Jónsson:
(Supplementum Historiæ Norvegicæ)
Kári è citato anche nel Orkneyinga saga e nel Hversu Noregr byggðist.

## Luna di Saturno
Alla divinità è dedicato Kari, un satellite naturale di Saturno.